# Lestidium
Lestidium is een geslacht van straalvinnige vissen uit de familie van barracudinas (Paralepididae). Het geslacht is voor het eerst wetenschappelijk beschreven in 1905 door Gilbert.

## Soorten
- Lestidium atlanticum Borodin, 1928
- Lestidium bigelowi Graae, 1967
- Lestidium nudum Gilbert, 1905
- Lestidium prolixum Harry, 1953